# إلميرى رجيموفا
إلميرى رجيموفا (بالأذرية: Elmira Rəhimova) - هي مغنية أذربيجانية، فنانة الشعب في جمهورية أذربيجان.

## سيراتها الذاتية ونشأتها الفنية
ولدت إلميرى ألله فردي قيزي رجيموفا في 13 أغسطس، عام 1941 في باكو. تخرجت من جامعة أذربيجان للغاتفي 1970 ومن كلية أذربيجان الحكومية للموسيقى في 1965. هي عازفة منفردة في فيلهارموني أكاديمى لدولة أذربيجان منذ 1956. كما اشتهرت بأدائها الأغاني الهندية في أواخر الخمسينات. وزارت الهند مرتين بدعوة من جواهر لال نهرو.

## جوائزها
- شهادة الشرف لجمهورية أذربيجان الاشتراكية السوفيتية 24 فبراير، عام 1979.
- فنانة الشعب في جمهورية أذربيجان- 27 أكتوبر، عام 2000.

## وصلات خارجية
- https://www.youtube.com/watch?v=vn8gzjTeyYY
- https://www.youtube.com/watch?v=fIx2C4JWEk0